# Dezider Kostka
Dezider Kostka (11. listopadu 1913 – 22. srpna 1986) byl slovenský fotbalista, Původně útočník, později obránce.

## Fotbalová kariéra
V československé a slovenské lize hrál za ŠK Bratislava (1939–1944). V roce 1939 nastoupil za slovenskou reprezentaci ve 2 utkáních s Německem.